# ربییا دل کامپو
ربییا دل کامپو (به اسپانیایی: Revilla del Campo) یک شهرستان در اسپانیا است.